# Neaphria dexina
Neaphria dexina är en tvåvingeart som beskrevs av Townsend 1914. Neaphria dexina ingår i släktet Neaphria och familjen parasitflugor.
Artens utbredningsområde är Peru. Inga underarter finns listade i Catalogue of Life.